# 安田現象
安田 現象（やすだ げんしょう）は、日本のアニメーション作家、3DCGアニメーター 。株式会社ゼノトゥーン所属。
TikTokフォロワー数約290万人、YouTubeチャンネル登録者数約221万人、Instagramフォロワー数約41.2万人、Xフォロワー数約49.5万人（2024年5月時点）。

## 来歴

### 大学時代 ～ ゲーム会社へ
高校生時代に油絵に触れ、創作活動の道を志すようになる。その後、日本大学芸術学部美術学科に進学し、油絵を専攻する。
3年次になると当時新しい業界だった3Dに注目し、デジタルハリウッド3DCG映像アーティストコース１年制に入学。ダブルスクールを経てCG技術を習得する。
卒業後は、株式会社ニトロプラスに3DCGクリエイターとして就職。セル調の3DCGやアニメ案件にも携わった。ゲーム開発に携わるうち、「自分にとって一番面白いのは物語づくりではないか」と考えるようになり、3DCGクリエイターとして務めながらシナリオスクールに通い、ライトノベルの自主制作を始める。

### フリークリエイターとして自主制作
その後ニトロプラスを退社し、フリーランスや業務委託として働きながらライトノベルの自主制作を続ける中、3DCGのスキル、CGアニメーターとしての経験を活かして、自分が考えつづけてきた物語をアニメーションにすることを考える。
そして2020年2月、初の自主制作アニメ「メイクラブ」を自身のYouTubeチャンネルにて公開。さらに5月には2作目となる「異世界システム」を公開した。いずれも短期間に一人で制作したことが話題を呼ぶ。同作は10月に第29回CGアニメコンテストにて「メイクラブ」入賞、「異世界システム」入選。
「メイクラブ」公開後、ショートアニメを次々に公開し、TikTokをはじめとしたSNSで注目を浴びる。並行してアニメーション制作の依頼も増え、2020年2月にはVTuberアニメーション「0.2秒の物語」、9月にはヰ世界情緒 #07 「とめどなき白情」を制作した。12月には、ずっと真夜中でいいのに。「正しくなれない」のMVを制作し、大きく反響を呼ぶ。同MVは2024年1月時点で4,900万回以上再生され、日本国内だけでなく海外からも注目を浴びている。

### スタジオ設立 ～ 長編アニメ制作開始
2021年6月、株式会社ゼノトゥーンと共同で「安田現象スタジオ by Xenotoon」を東京都千代田区に開設。「メイクラブ」をベースとした、自身初の長編オリジナルアニメーション「メイク ア ガール」の制作を開始した。劇場公開に向け、2022年8月にはクラウドファンディングを開始、目標金額を200％以上達成した。2023年9月にはさらなるクオリティアップを目指し、2度目のクラウドファンディングを実施。開始3日間で目標を達成し、最終的には再び目標金額の200％以上を達成して終了した。
11月からは自身初となる展覧会「安田現象展」をGALLERY X BY PARCO（渋谷PARCO）、名古屋PARCO、梅田ロフトにて開催。これまでに発表されたアニメーション作品やスケッチ資料、ショートアニメから派生した2.5Dアート作品（アルミアート作品）、さらに初公開となるアニメーション制作作業の様子を記録した映像資料を展示した。

## 作風・手法
フル3DCGを駆使し、繊細な演技付けや断片的ながらも物語の奥行きを感じさせる演出、美麗な色使いが特徴。中でもショートアニメは、わずか数秒で展開する映像のなかにさまざまなストーリー、背景、感情の移り変わりを見事に凝縮し、まるで長編アニメーションのワンシーンを見ているかのような没入感がある。
自主制作のアニメーションは、キャラクター、背景のデザインから3DCGのアニメーションまで、すべてひとりで制作を行っている。制作期間が短いことも特徴であり、BlenderとAfter Effectsを駆使した独自手法によって短期間での制作を実現している。
「安田現象スタジオ by Xenotoon」では少数精鋭で作業を行い、長編アニメーション「メイク ア ガール」の制作を進めている。

## 作品

### 自主制作
- メイクラブ（2020年）
- 異世界システム（2020年）

#### ショートアニメ

##### あやかしアラモード

###### 呪いの人形シリーズ
- 呪いの人形が動いた（2022年）
- 髪が伸びる呪いの人形（2022年）
- 呪いの人形バトル（2022年）
- 看取る呪いの人形（2022年）
- クリスマス門松（2022年）
- 呪いの人形の二月（2023年）
- 呪いから解放される人形（2023年）
- 育児する呪いの人形（2023年）
- 呪いの赤ちゃん人形（2023年）
- 呪いの着せ替え人形（2023年）
- 育児を終えた呪いの人形（2023年）

###### 巫女シリーズ
- 巫女の宅急便（2022年）
- ちょっと掃除してくる（2022年）
- お手伝い（2022年）
- 肝試し（2022年）

###### 狐の神様シリーズ
- 狐じゃないよ（2022年）
- 落ちた瞬間（2022年）
- 狐の嫁入り（2022年）
- お賽銭の使い道（2022年）

###### 幽霊シリーズ
- ハロウィン？（2022年）
- 悪霊退散（物理）（2022年）
- 成仏！（2022年）
- ただいま（2022年）
- たかいたかい（2024年）
- 清めのお礼（2024年）
- 幽霊が助けてくれたよ（2024年）
- ちょっぴり寂しい巫女さん（2024年）

###### 忍者シリーズ
- 忍者じゃないでござる（2023年）
- 当たらぬ（2023年）
- お世話とお世話（2023年）
- 推し活を始めた忍者（2023年）

##### 烏天狗シリーズ
- 羽がダサい天狗（2023年）
- 忍者が発生する家（2023年）
- 変わり身の術（2023年）
- 天狗と忍者（2024年）

##### ロボットシリーズ
- お手伝いロボットのお手伝いをするやつ（2023年）
- 教育ロボ（される方）（2023年）
- 自動運転するロボ（2023年）
- 掛け布団かけるところを間違えるロボ（2023年）

##### 人魚シリーズ
- 魚をとる方法（2021年）
- 人懐っこい人魚（2021年）
- 人魚の美容室（2023年）
- 人魚釣り（2023年）
- ウニ漁を手伝う人魚（2023年）
- カニが欲しい人魚（2023年）

##### 銀髪ナイフの子シリーズ
- なにこれ（2020年）
- ごめんね（2020年）
- いた（2020年）
- ねてない（2020年）
- あれが私の天使か（2020年）
- いってくる（2020年）
- あ…（2020年）
- おむかえ？（2020年）
- こんなところにまで（2020年）
- まず…（2020年）
- ごめんなさい（2021年）
- 逃げろ！（2021年）
- 許せ（2021年）
- ふう（2020年）
- うわっ…（2021年）
- もう（2021年）
- 見ないで（2021年）
- どいて（2021年）
- くれるの？（2021年）
- くっ…！（2021年）

##### 孤児シリーズ
- ある日、孤児を拾った（2022年）
- 彼女は動物が好き（2022年）
- 彼女は猫によく似ている（2022年）
- 女の子の服はよくわからない（2022年）

##### 女子高生シリーズ
- 登校（2021年）
- もっと（2021年）
- 何見てるの？（2021年）
- 飲む？（2021年）
- 何すんだ（2021年）
- あーん（2021年）

##### その他
- 大好きだったよ（2020年）
- ありがとう（2020年）
- 私も人間に…（2020年）
- ちょっと忘れ物（2020年）
- 見んな（2021年）
- 似合うよ（2021年）
- くそっ（2021年）
- 宿題を勝手にやっておいてくれる妖精（2021年）
- 画面に入れないので出てきてもらった（2021年）
- ハロウィン会場を間違えた（2021年）
- 家具家電を全部自動化してみた（2021年）
- クライマックスに出てくるサダコ（2021年）
- 勝負服（2021年）
- 需要と供給と需要（2021年）
- めっちゃ起こされる白雪姫（2021年）
- カレーを一晩寝かせる少女（2022年）
- 食べてすぐ寝たら牛になる女の子（2022年）
- カニのお風呂（2023年）
- カニの日焼けサロン（2023年）

#### ミュージック・ビデオ
- ヰ世界情緒 #07 「とめどなき白情」（2020年）」[動画 2]
- ずっと真夜中でいいのに。「正しくなれない」（2020年）[動画 3]

#### コラボレーションアニメ
- VTuberアニメーション「0.2秒の物語」（2020年）[動画 1]
- インテル株式会社「ツボを割ったときの誤魔化し方」（2023年）[動画 4][10]
- インテル株式会社「魔法と戦えるノートパソコン」（2023年）[動画 5][11]

### 「安田現象スタジオ by Xenotoon」制作

#### テレビアニメ
- 帝乃三姉妹は案外、チョロい。 - ED Director/画コンテ（2025年）[12]

#### 長編アニメーション
- メイクアガール（2025年）[13]

#### ミュージック・ビデオ
- MECRE - ryo (supercell) feat. yoei.「笑ウ二重人格」（2023年）[動画 6]

## 展覧会

### 安田現象展
- 2023年11月17日〜12月4日　GALLERY X BY PARCO（渋谷PARCO B1F）
- 2023年12月16日〜2024年1月8日　名古屋PARCO 南館7F イベントスペース
- 2024年2月16日〜3月5日　梅田ロフト 4階 イベントスペース

## 受賞歴
| 賞                 | 年     | 回   | 作品           | 結果 | 出典   |
| ------------------ | ------ | ---- | -------------- | ---- | ------ |
| CGアニメコンテスト | 2020年 | 29回 | メイクラブ     | 入賞 | [ 14 ] |
| CGアニメコンテスト | 2020年 | 29回 | 異世界システム | 入選 | [ 15 ] |

### 出展
1. ↑  引きこもりから創作の道へ。クラファン230％超を達成した、新進気鋭のアニメ作家・安田現象が生まれたワケ　fumufumu news（2022年10月18日）
2. ↑  「孤独じゃ幸せになれない」TikTokで人気のアニメ作家、安田現象が長編に挑む理由　KAI-YOU.net（2022年10月9日）
3. 1 2 3  数秒に凝縮する物語性と世界観。アニメーション作家・安田現象さんがAfter Effectsで彩る 3DCGの映像美　Adobe Blog（2022年8月26日）
4. ↑  アニメ作家・安田現象 初の長編アニメーション監督作品のタイトルが『メイク ア ガール』に決定！　PR TIMES（2022年8月26日）
5. ↑  アニメ作家・安田現象 初の長編アニメーション監督作品 劇場映画化プロジェクト　CAMPFIRE（2022年8月26日）
6. ↑  アニメ作家・安田現象 初長編『メイクアガール』劇場映画化プロジェクト第2弾　CAMPFIRE（2023年9月15日）
7. ↑  安田現象展　GALLERY X BY PARCO | PARCO ART
8. ↑  アニメ作家・安田現象初の個展「安田現象展」渋谷PARCOを皮切りに名古屋PARCO、梅田ロフトにて開催決定！　PR TIMES（2023年11月3日）
9. ↑  SNS総フォロワー数340万人のアニメ作家を直撃「あえて制作期間は2日から5日に絞っています」　日刊SPA!（2022年09月21日）
10. ↑  インテル【公式】 [@IntelJapan] (10 October 2023). “「アニメーション作家の安田現象さんと、インテル® Evo™ プラットフォーム準拠の PC のコラボレーション！」”. X（旧Twitter）より2024年1月12日閲覧.
11. ↑  インテル【公式】 [@IntelJapan] (26 October 2023). “「アニメーション作家の安田現象さんとのコラボレーション第2弾！インテル #Evo プラットフォーム準拠のPCで作られた、このショートアニメのヒミツとは？」”. X（旧Twitter）より2024年1月12日閲覧.
12. ↑  “夏アニメ『帝乃三姉妹』ノンクレジットOP＆ED映像公開”. アニメイトタイムズ.   アニメイト (2025年7月17日). 2025年7月17日閲覧。
13. ↑  “安田現象監督「メイクアガール」に増田俊樹＆雨宮天、公開は2025年に決定”. コミックナタリー.   ナターシャ (2024年3月23日). 2024年3月23日閲覧。
14. ↑  CGアニメコンテスト 審査結果　DoGA
15. ↑  CGアニメコンテスト 審査結果　DoGA

### 動画
1. 1 2  “VTuberアニメーション「0.2秒の物語」”.   YouTube (2020年2月1日). 2024年1月12日閲覧。
2. 1 2  “ヰ世界情緒 #07 「とめどなき白情」【オリジナルMV】”.   YouTube (2020年9月26日). 2024年1月12日閲覧。
3. 1 2  “ずっと真夜中でいいのに。『正しくなれない』MV（ZUTOMAYO – Can’t Be Right）”.   YouTube (2020年12月17日). 2024年1月12日閲覧。
4. ↑  “ツボを割ったときの誤魔化し方”.   YouTube (2023年10月10日). 2024年1月12日閲覧。
5. ↑  “魔法と戦えるノートパソコン”.   YouTube (2023年10月26日). 2024年1月12日閲覧。
6. ↑  “MECRE - ryo (supercell) feat. yoei. 「笑ウ二重人格」 MV”.   YouTube (2023年8月25日). 2024年1月12日閲覧。